# Криденер, Александр Сергеевич
Барон Александр Сергеевич Криденер (1786—1852) — действительный статский советник, камергер, посланник в Швеции.

## Биография
Родился в имении Стопиусхоф в Лифляндии в семье российского майора Эрнста-Фромхольда фон Криденера (1752—1812) от брака с Юдит фон Мартини (1764—1829).
Начал службу в 1818 секретарём миссии в Мюнхене в чине коллежского асессора, затем там же был первым секретарём миссии (1829—1836), одновременно исполняющий делами поверенного в делах в отсутствие посланников (1826—1827 и 1834—1835). Затем чиновник по особым поручениям при вице-канцлере и член Главного управления цензуры со стороны МИД.
Посланник в Швеции и Норвегии (1843—1852). За службу был награждён многими российскими орденами, а также орденом Баварской Короны.
Скончался в 1852 году в Стокгольме.

## Семья
Жена — Амалия Максимилиановна Лерхенфельд-Кёферинг (ок. 1808—1888), внебрачная дочь баварского посланника в России (1832—1838) графа Максимилиана Лерхенфельда (1772—1809) с княгиней Терезой Турн-и-Таксис, урождённой принцессой Мекленбург-Стрелицкой. Она приходилась двоюродной сестрой императрицы Александры Фёдоровны.
Их дети: барон Николай-Артур (1826—?); баронесса Мария-Анна (1831—?), замужем за А.Ж. де Фонтенильей.